# Monkey Business (album)
Pour les articles homonymes, voir Monkey Business.
Albums de The Black Eyed Peas
Elephunk
(2003) Renegotiations: The Remixes
(2006)
Singles
1. Don't Phunk with My Heart
Sortie : 14 février 2005
2. Don't Lie
Sortie : 15 mai 2005
3. My Humps
Sortie : 13 juillet  2005
4. Pump It
Sortie : 17 janvier 2006

Monkey Business est le quatrième album studio du groupe The Black Eyed Peas sorti le 7 juin 2005 sur le label Polydor en France. Il mélange plusieurs genres : RnB, hip-hop et pop. L'album s'est vendu à plus de 10 millions d'exemplaires.

## Liste des pistes
1. Pump It - 3:33
2. Don't Phunk with My Heart - 3:59
3. My Style (featuring Justin Timberlake) - 4:28
4. Don't Lie - 3:39
5. My Humps - 5:26
6. Like That (featuring Q-Tip, Cee-Lo, Talib Kweli et John Legend) - 4:34
7. Dum Diddly - 4:19
8. Feel It - 4:19
9. Gone Going (featuring Jack Johnson) - 3:13
10. They Don't Want Music (featuring James Brown) - 6:46
11. Disco Club - 3:48
12. Bebot - 3:30
13. Ba Bump - 3:56
14. Audio Delite at Low Fidelity - 5:59
15. Union (featuring Sting) - 5:04

### Titres bonus
- Do What You Want - 4:02 (titre bonus sur toutes les éditions)
- If You Want Love - 4:56 (titre bonus sur l'édition anglaise, irlandaise et japonaise)
- Make Them Hear You (titre bonus sur l'édition japonaise)

## Singles
- 2005 : Don't Phunk with My Heart (2e au US Pop Singles charts, 3e au US Hot 100 charts)
- 2005 : Don't Lie (9e au US Pop Singles charts, 14e au US Hot 100 charts)
- 2005 : My Humps (2e au US Pop Singles charts, 3e au US Hot 100 charts)
- 2006 : Pump It (12e au US Pop Singles charts, 18e au US Hot 100 charts)